# أحماض متعددة الثيونيك

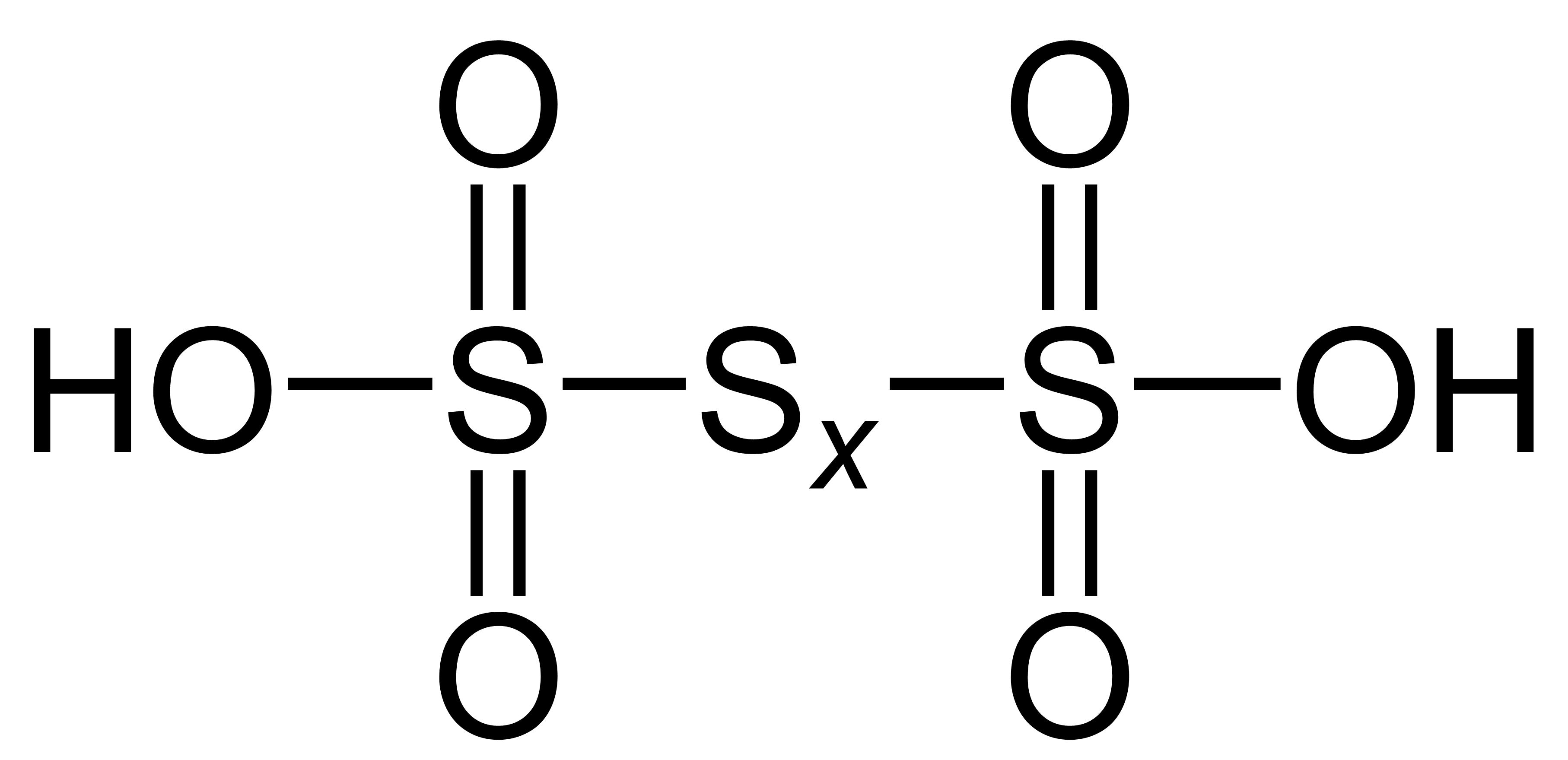
الصيغة البنيوية العامة للأحماض متعددة الثيونيك.

الأحماض متعددة الثيونيك هي أحماض أكسجينية متعددة الكبريت، تتألف من سلسلة خطية ولها الصيغة العامة Sn(SO3H)2 حيث (n > 2). بالتالي فلا ينتمي حمض ثنائي الثيونيك تصنيفياً إلى هذه الأحماض، في حين أن أبسطها هو حمض ثلاثي الثيونيك (H2S3O6) وحمض رباعي الثيونيك (H2S4O6).

## التحضير
تنتج هذه الأحماض نتيجة تمرير غاز كبريتيد الهيدروجين في وسط ممدد من غاز ثنائي أكسيد الكبريت في الماء (حمض الكبريتوز):
{\displaystyle {\ce {H2S + H2SO3 -> H2S2O2 + H2O}}}
{\displaystyle {\ce {H2S2O2 + 2 H2SO3 -> H2S4O6 + 2 H2O}}}
{\displaystyle {\ce {H2S4O6 + H2SO3 -> H2S3O6 + H2S2O3}}}
يعرف المحلول الناتج وفق هذه الطريقة باسم محلول فاكنرودر، نسبة إلى الكيميائي هاينريش فاكنرودر Heinrich Wackenroder، الذي اكتشف طريقة التحضير هذه أول مرة سنة 1846.
عند تسخين المحاليل الناتجة إلى درجات حرارة فوق 20 °س يحدث تفاعل تفكك للأحماض متعددة الثيونيك حيث يتشكل كل من الكبريت وثنائي أكسيد الكبريت وحمض الكبريتيك.

## الأملاح
تسمى أملاح هذه الأحماض متعددة الثيونات، وفق عدد ذرات الكبريت فيها، إلى ثلاثي ثيونات ورباعي ثيونات وهكذا؛ وفي حالة وجودها مجتمعة يطلق عليها الاسم العام متعدد الثيونات. عثر على تراكيز من متعدد الثيونات بالقرب من البحيرات الفوهية، ووجد أن تركيزها ينخفض بشكل كبير قبل حدوث ثوران للبركان.